# Tekija Mejtaš
Tekija Mejtaš, derviški hram u Sarajevu. Pripada nakšibendijskom tarikatu.

## Povijest
Prije nego što je tekija osnovana u sarajevskom naselju Mejtaš, u istom objektu se nalazio mekteb koji je koristio hfz. Halid ef. Hadžimulić. Godine 1998. šejh Halil ef. Brzina u tom objektu osniva tekiju, a za Dan tekije uzima 18. kolovoz. U dvorištu tekije se nalazi i jedna od najstarijih džamija u Sarajevu, Sarač Ismailova.
Tekija Mejtaš je danas jedna od najpoznatijih sarajevskih tekija. Predstavlja najveće okupljalište derviša u Sarajevu, a poznata je i kao mjesto okupljanja omladine i studenata. Matična je tekija medžlisi-halkama u Baru, Blagaju, Brčkom, Gračanici, Kaknju, Stocu, Tuzli, Zagrebu i Zenici. Isto tako, tekija je poznata kao mjesto okupljanja brojnih SDA političara, među kojima su najpoznatiji Bakir Izetbegović, Bisera Turković, Nedžad Branković, Denis Zvizdić i Sulejman Tihić.
Godine 2007. Tekiju Mejtaš je posjetio američki glumac Richard Gere, a 2014. i zagrebački gradonačelnik Milan Bandić.

## Vanjske povezice
- U nakšibendijskoj tekiji na Mejtašu najlješa je iftarska sofra sufija